# Десміфоріні
Десміфорі́ні (лат. Desmiphorini Thomson, 1860 = Rhodopides Lacordaire, 1872 = Epicastides Lacordaire, 1872 = Apodasyides Lacordaire, 1872 = Nedinides Lacordaire, 1872 = Estolides Lacordaire, 1872 = Ectatosiides Lacordaire, 1872 = Crinotarsides Lacordaire, 1872 = Psenocerini LeConte, 1873 = Hoplosiae LeConte & Horn, 1883 = Essisini Aurivillius, 1917)  — велика триба жуків у підродині Ляміїни (родина Вусачі), яка налічує близько 100 родів, розповсюджених на всіх континентах, окрім Антарктиди. 

## Найбільші роди
- Ancita Thomson, 1864
- Desmiphora Audinet-Serville, 1835
- Euestola Breuning, 1943
- Eupogonius LeConte, 1852
- Mimalblymoroides Breuning, 1971
- Oplosia Mulsant, 1863
- Sybrinus Gahan, 1900
- Tetrorea White, 1846

## Викопні роди
- Pterolophosoma Vitali, 2006 — нижній міоцен